# 結城美栄子
結城 美栄子（ゆうき みえこ、1943年〈昭和18年〉7月7日 - ）は、日本の女優、陶芸家、瞑想家。東京都出身。オールライトカンパニー所属。

## 来歴・人物
父親の結城司郎次が外交官だった関係から7歳から16歳までスウェーデン、セイロン（現スリランカ）、トルコなどで海外生活を送る。イギリスのロイヤル・バレエ学校に13歳の時から4年間学び、バレエを習っていたが、怪我のために断念し、女優を志す。
日本へ帰国後の1960年に東映ニューフェイスの第7期に合格（同期には宮園純子・三沢あけみ・三島ゆり子がいた）。
1961年、俳優座養成所に第13期生として入所（同期は石立鉄男・細川俊之・佐藤友美など）。卒業後、フルブライト留学生として渡米しステラ・アドラー演劇学校で1年間学んだ後、劇団雲に入団。
1966年、同じくアメリカ留学経験者の竜雷太主演の『これが青春だ』で校長の娘のマドンナ役の1人として出演して注目を浴びた。
1984年から始めた陶芸家としての活動が主となると、女優業は控えめとなっている。
夫は音楽家の猪野佳久。姪はタレントの結城アンナ（スウェーデンに残って進学した兄・弘隆とスウェーデン人・マーゴットの長女。親戚は女優の桃井かおり。(桃井にとっては、母方の従姉にあたる)
2020年2月17日、姪と共に35年振りに『徹子の部屋』に出演した。

## 出演

### 映画
- 続ずべ公天使 七色の花嫁（1960年、東映）
- 人間に賭けるな（1964年、日活） - 酒井美代子
- 赤頭巾ちゃん気をつけて（1970年、東宝） - 地下鉄の女
- 誰のために愛するか（1971年、東宝） - 元木紀子
- 人間の約束（1986年、東宝東和） - 中村則子
- マルサの女2（1988年、東宝） - カメラマンの妻
- おいしい結婚（1991年、東宝） - 田宮明子
- ミンボーの女（1992年、東宝） - 総支配人夫人
- 静かな生活（1995年、東宝） - フサ叔母さん
- 東京タワー 〜オカンとボクと、時々、オトン〜（2007年、松竹） - 現在のみえ子おばさん
- 続・深夜食堂（2016年、 東映）-「第2話/焼きうどん」高木清太の祖母

### テレビドラマ
- テレビ指定席 / 魚住少尉命中（1963年、NHK総合） - ※映像が現存し、再放送されている
- 東芝日曜劇場（TBS）
  - 土曜と月曜の間（1964年） - ※映像が現存する
  - 女と味噌汁（1965年 - 1980年） - ぴん子
  - 夫婦とは（1980年）
  - 愛の糸電話（1983年）
- 太閤記（1965年、NHK総合） - お六
- これが青春だ（1966年 - 1967年、日本テレビ / 東宝） - 伊集院治子（校長の娘）
- 銭形平次 第75話「お妻あわれ」（1967年、フジテレビ / 東映） - お秋
- 肝っ玉かあさん（1968年 ‐1972年、TBS） - 近藤本子
- キイハンター 第164話「私は大空の死刑執行人」（1971年、TBS / 東映）
- 一心太助 第23話「三河物語異聞」（1972年、フジテレビ / 国際放映） - お峰
- 赤ひげ 第33話「氷の下の芽」（1973年、NHK総合） - おえい
- あんたがたどこさ（1973年 - 1974年、TBS）
- ちょっとしあわせ（1974年 - 1975年、NET） - かな子
- 俺たちの勲章（1975年、日本テレビ / 東宝） - 大塚香子
- 俺たちの旅（1975年 - 1976年、日本テレビ / ユニオン映画） - 桜井時江
- 銀河テレビ小説（NHK総合）
  - となりの芝生（1976年） - 時枝
- 男たちの旅路 第1部 第2話「路面電車」（1976年、NHK総合） - 岡崎昌子
- シリーズ人間模様 / 火の路 （1976年、NHK総合）
- 太陽にほえろ! （日本テレビ / 東宝）
  - 第202話「手紙」（1976年） - 三浦マサコ
  - 第338話「愛と殺人」（1979年） - 吉本ノリコ
- 喜びも悲しみも幾歳月（1976年、日本テレビ）
- 俺たちの朝 （日本テレビ / 東宝） - 野村かずよ
  - 第22話「タヌキと青春時代と心の痛み」（1977年3月20日）
  - 第26話「親父と行きずりの女と春の凧」（1977年4月17日）
- 土曜ワイド劇場 / 江戸川乱歩の黄金仮面 妖精の美女（1978年、テレビ朝日 / 松竹） - 大島絹枝
- 俺たちは天使だ!（1979年、NTV / 東宝） - 谷村俊子
- ちょっとマイウェイ（1979年 - 1980年、日本テレビ） - 大石伸江
- あさひが丘の大統領（1979年 - 1980年、日本テレビ / ユニオン映画） - 倉橋ひろみ
- さよならお竜さん（1980年、毎日放送）
- 御宿かわせみ（1980年 - 1983年、NHK総合） - お吉
- 夏の光に…（1980年10月24日、NHK総合） - 西脇香代子
- 出逢い（1981年、TBS）
- 先生は一年生（1981年、日本テレビ）
- 秋なのにバラ色（1981年、毎日放送）
- 陽あたり良好!（1982年、日本テレビ / 東宝）
- ニュードキュメンタリードラマ昭和 松本清張事件にせまる 第16回「ゾルゲ国際諜報団事件」（1984年、テレビ朝日 / 東映）
- コカ・コーラTVスペシャル / 風にむかってマイウェイ（1984年、TBS）
- 婦警候補生物語（1985年、日本テレビ / ユニオン映画）
- 小さな訪問者（1985年、東海テレビ）
- 火曜サスペンス劇場（日本テレビ）
  - 妻の生き甲斐（1986年）
  - 絢爛たる欲望（1987年）
  - 突然、夫に死なれて（1990年）
  - 女弁護士・高林鮎子 北の旅、殺意の雫石（1990年、東映）- 長山敏江
- 現代恐怖サスペンス / 蜘蛛（1986年、関西テレビ）
- 月曜ドラマランド / ねらわれた学園（1987年、フジテレビ）
- アリエスの乙女たち（1987年、フジテレビ / 大映テレビ）
- 絆（1987年10月24日、NHK総合） - 矢野美代子
- 武田信玄（1988年、NHK総合） - たき
- スクールガール・セレナーデ 桂華學女小夜曲（1988年、日本テレビ）
- 五稜郭（1988年、日本テレビ / ユニオン映画）
- 横溝正史傑作サスペンス 犬神家の一族（1990年、テレビ朝日） - 犬神梅子
- 七人の女弁護士 第1シリーズ 第3話「古都金沢・加賀友禅殺人事件! 罠に落ちた人妻」（1991年、テレビ朝日 / PDS）
- はぐれ刑事純情派 第5シリーズ 第13話「万引き少女を庇った女流画家」（1992年、テレビ朝日 / 東映） - 堀越亜紀
- HOTEL 第3シリーズ 第15話「ホテルの味!?」（1994年、TBS / 近藤照男プロダクション）- 本人役
- 土曜ワイド劇場 / 駅弁探偵殺人事件シリーズ（1992年、1995年、テレビ朝日） - 田村虹子
- サスペンス・魔 / 迷い道（1993年、関西テレビ）- 占い師
- 土曜ワイド劇場 / 新・法医学教室の事件ファイル2 死体が盗まれた!!（1995年、テレビ朝日 / 国際放映） - 篠井冬江
- 転がしお銀（2003年、NHK総合）

### 吹き替え
- 署長マクミラン - サリー・マクミラン役

### CM
- JR東日本「Suica電子マネー OL篇」（2010年）- Suicaを使ってスイスイ買い物をする着物姿の女性役